# Epícides Sindon
Epícides Sindon (en llatí Epicyides Sindon, en grec antic Ἐπικύδης) va ser un militar siracusà del segle iii aC, lloctinent d'Epícides de Siracusa.
Quan aquest es va retirar de Siracusa cap a Agrigent, segurament l'any 212 aC, va deixar el comandament de la ciutat al seu lloctinent. Aviat va ser assassinat amb els seus col·laboradors, pel partit favorable als romans que hi havia a la ciutat. En parla Titus Livi.